# دیوید دی مولفتا
دیوید دی مولفتا (انگلیسی: Davide Di Molfetta؛ زادهٔ ۲۳ ژوئن ۱۹۹۶ ‏(۲۹ سال)) بازیکن فوتبال اهل ایتالیا است.
از باشگاه‌هایی که در آن بازی کرده‌است می‌توان به باشگاه فوتبال بنونتو و باشگاه فوتبال آ.ث. میلان اشاره کرد.
وی همچنین در تیم‌های ملی فوتبال زیر ۱۶ سال ایتالیا، زیر ۱۷ سال ایتالیا، زیر ۱۸ سال ایتالیا، و زیر ۱۹ سال ایتالیا بازی کرده‌است.